# Julio Baccaro

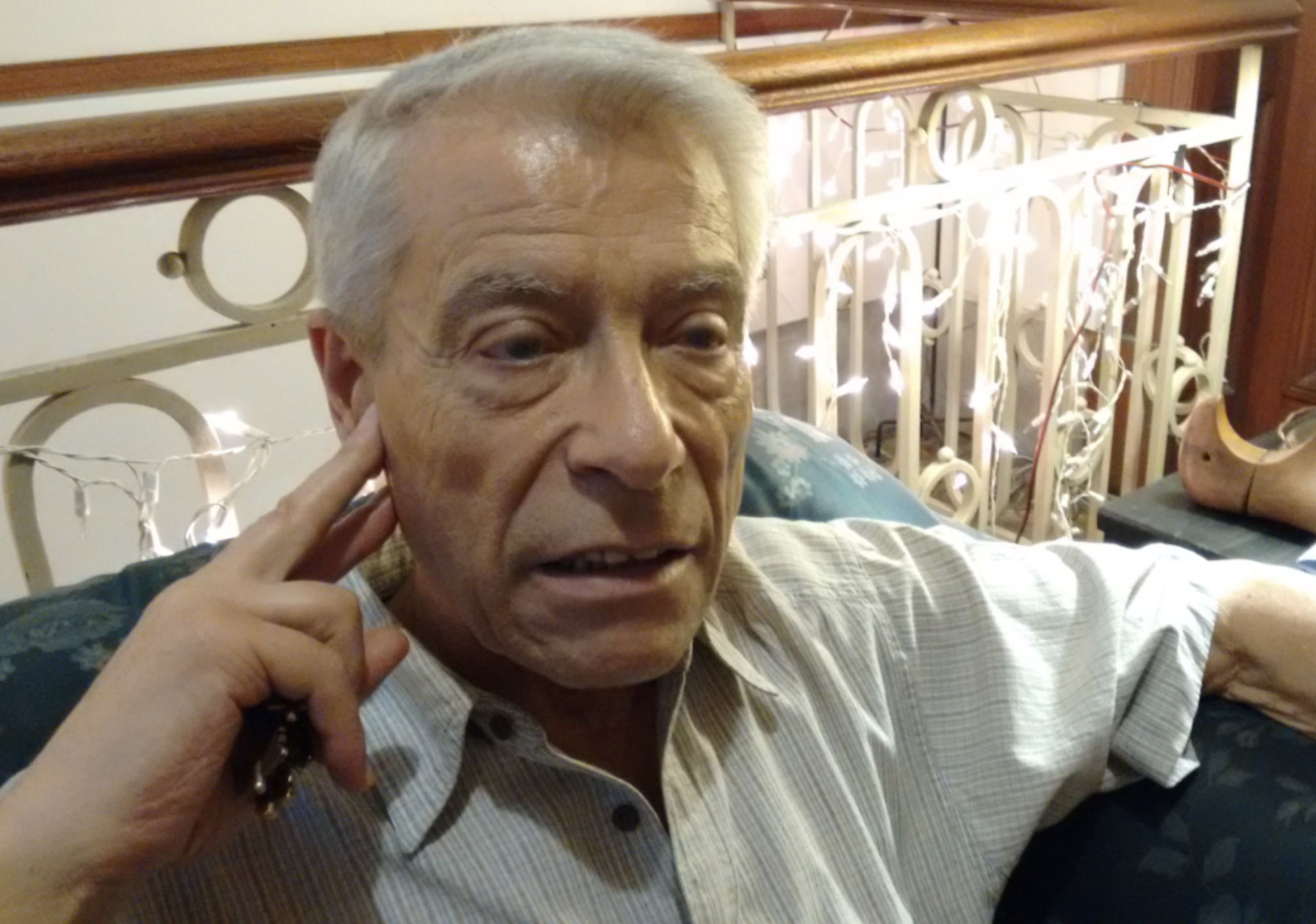
Julio Baccaro, Director y Autor Teatral

Julio Baccaro (Buenos Aires, 27 de octubre de 1940 - 4 de noviembre de 2016) fue un autor, actor, maestro y director de teatro argentino de larga trayectoria.

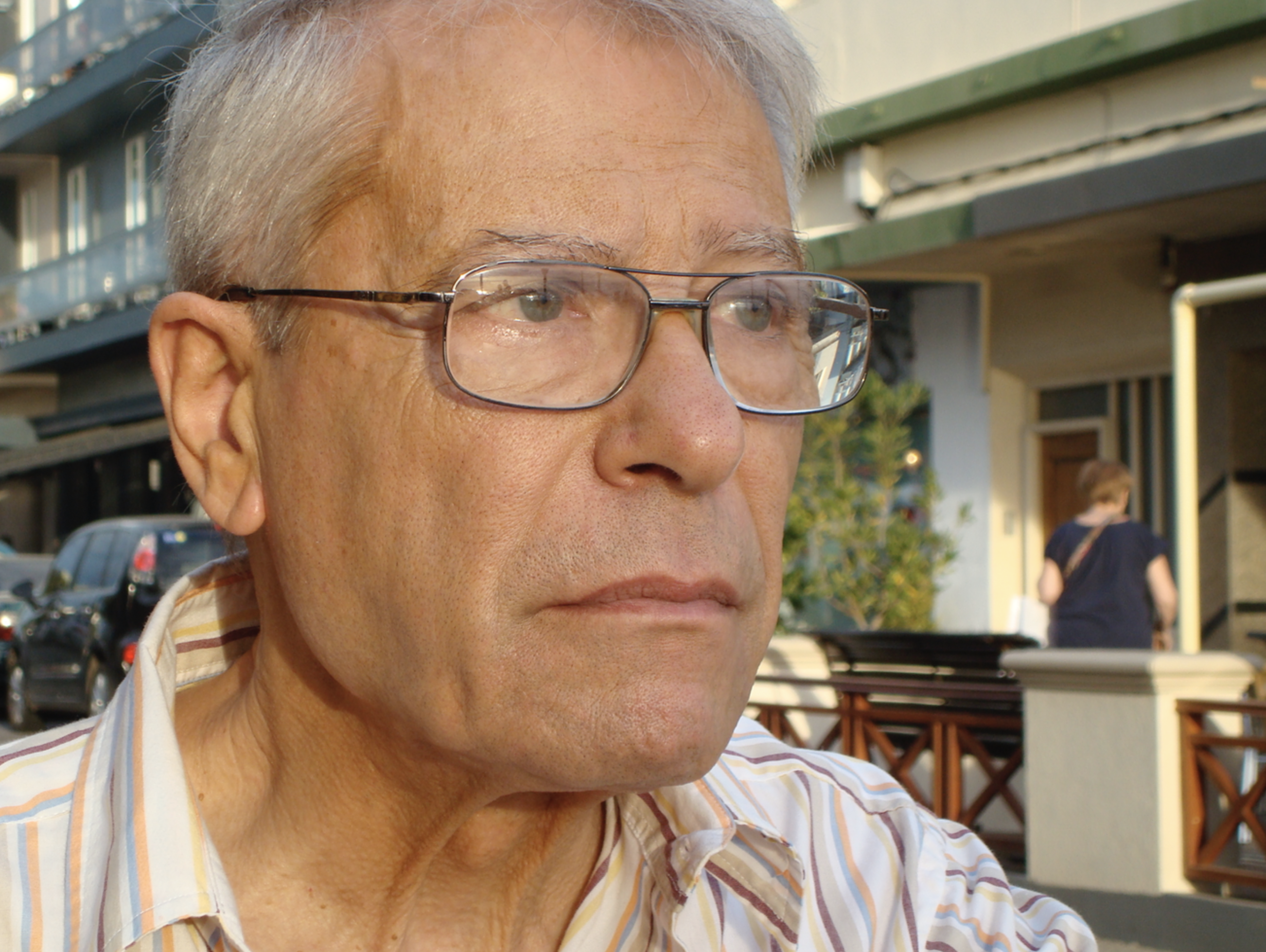
Julio Baccaro dos veces director del Teatro Cervantes

## Carrera
Estudió teatro en la Universidad de La Plata, en Buenos Aires y se perfeccionó en España e Italia. Entre sus maestros se encuentran Juan Carlos Gené, Oscar Fessler, Augusto Fernandes y Roberto Durán. Desde la década de 1970 se dedicó a la dirección teatral, presentando cientos de espectáculos de los más diversos géneros.
Sus trabajos actorales en la década de 1960 se dedicó exclusivamente al teatro porteño.
En televisión, actuó en decenas de ciclos como El amor tiene cara de mujer, Teatro Palmolive del Aire, Teatro Breve, Teatro Argentino, La Casa del Teatro y Usted, Alta Comedia, Los Hermanos, entre otros. Tuvo a su cargo la puesta en escena de unitarios como Alta Comedia, Tal como somos y Páginas de la vida, este último en Perú. 
En España se especializó en el teatro del Siglo de Oro y en Italia afirmó su camino hacia la dirección.
Recibió numerosas distinciones, entre las que se cuentan los Premios Podestá, Florencio Sánchez, Estrella de Mar, María Guerrero, Moliére, ACE, etc.
En 1984 formó parte del Consejo Integral de la Asociación Argentina de Actores, desempeñándose en la Secretaría de Cultura durante la presidencia de Onofre Lovero, junto a Daniel Miglioranza, Aldo Barbero, Andrea Tenuta y Horacio Arévalo.
Fue también docente del Conservatorio Nacional de Arte Dramático y director del Teatro Nacional Cervantes durante dos periodos. Bajo su gestión se organizó el Plan Federal de Teatro que posibilitó que intérpretes del interior del país comenzaran a trabajar de la mano de reconocidos directores porteños. 
Ejerció el cargo de Director Artístico del Teatro San Martin
Creó la Feria del Libro Teatral que se desarrolla anualmente en el Teatro Nacional Cervantes
Estuvo afiliado a la Asociación Argentina de Actores por 53 años. En 2013, recibió la medalla celebrando los 50 años de afiliación en la ceremonia de los Premios Podestá, realizada en el Congreso de la Nación. 
Fue Presidente de LA CASA DEL TEATRO, función que ejerció hasta último momento. 
Murió el viernes 4 de noviembre de 2016, a los 76 años. Sus restos descansan en el Panteón de Actores del Cementerio de la Chacarita.

## Teatro
Como director:
- Justo en lo mejor de mi vida
- Sor-Presas
- Flores de acero
- La dama duende
- Las obreras
- Crónica de un secuestro
- La muerte de un viajante
- Elvira
- El día que me quieras
- Tamara
- La Tiendita del Horror
- Locas por el biógrafo
- Soñar en Boedo
- Fray Mocho del 900
- Romancito
- El Organito
- Que Irene duerma
- Yepeto
- Mattinata
- Ángeles en América, junto a Alejandra Boero
- El día que me quieras[4]
- Sombra de barrio
- El corso
- Canciones para mirar.

Como actor:
- Ja-Je-Ji-Jo-Ju junto a Juan Carlos Puppo
- La Comadrejita Vanidosa con Alejandra Da Passano
- Babilonia con  Roberto Airaldi, Víctor Bruno y Teresa Gómez
- El Principito
- La Batalla de José Luna
- Un inocente adulterio
- Cándida
- Un tal Servando Gómez
- Locos de Verano[5]